# 18-та фольксгренадерська дивізія (Третій Рейх)
18-та фольксгренадерська дивізія (Третій Рейх) (нім. 18. Volksgrenadier-Division) — піхотна дивізія народного ополчення (фольксгренадери), що входила до складу Вермахту на завершальному етапі Другої світової війни. Дивізія сформована у вересні 1944 року шляхом переформування 571-ї фольксгренадерської дивізії й билася на Західному фронті до кінця війни.

## Історія
18-та фольксгренадерська дивізія сформована 2 вересня 1944 року на території окупованої Данії шляхом об'єднання 571-ї фольксгренадерської дивізії, посиленої близько 2 500 осіб з підрозділів 18-ї авіапольової дивізії. Також понад 3 000 військових поповнювали дивізію з формувань Крігсмаріне та Люфтваффе. До складу 18-ї дивізії, командиром якої став генерал-майор Гюнтер Гоффманн-Шенборн, увійшли 293-й, 294-й, 295-й фольксгренадерські полки, 1818-й протитанковий дивізіон, 1818-й інженерний батальйон, 1818-й фузилерний батальйон та 1818-й артилерійський полк.
До середини жовтня 1944 року дивізія була повністю укомплектована і передислокована в область Айфеля, для участі у Арденнському наступі, що планувався. Дивізія зосереджувалася у районі приблизно в 14 км від Прюма.
Взимку 1944—1945 року 18-та фольксгренадерська дивізія билася в Арденнах, завдавши найбільшої поразки 106-ій американській піхотній дивізії, коли понад 8 000 американських військових було взято в полон фольксгренадерами. 21 грудня 18-та дивізія захопила Сен-Віт, здобувши велику перемогу над союзними військами.
Після того, як німецький наступ в Арденнах загальмувався, дивізія перейшла в оборону, і утримувала позиції до кінця. Урешті-решт союзники розпочали стратегічний наступ у Німеччину і 18-та фольксгренадерська дивізія з боями відступала через Німеччину до кінця війни, коли у середині квітня її розформували, а рештки об'єднали з 26-ю фольксгренадерською дивізією.

## Райони бойових дій
- Данія (вересень — жовтень 1944);
- Франція (жовтень — грудень 1944);
- Бельгія, Західна Німеччина (Арденни) (грудень 1944 — січень 1945);
- Німеччина (січень — квітень 1945).

## Командування

### Командири
- генерал-майор Гюнтер Гоффманн-Шенборн (нім. Günther Hoffmann-Schönborn) (2 вересня 1944 — 5 лютого 1945);
- генерал-лейтенант Вальтер Боч (нім. Walter Botsch) (5 лютого — квітень 1945).

### Підпорядкованість
| Час       | Корпус     | Армія              | Група армій (округ)                  | Штаб    |
| --------- | ---------- | ------------------ | ------------------------------------ | ------- |
| 1944      |            |                    |                                      |         |
| 2 вересня | формування | формування         | Війська вермахту в Данії             | Данія   |
| 20 жовтня | LXVI ак    | 7-ма армія         | Група армій «B»                      | Арденни |
| 24 грудня | LXVI ак    | 6-та танкова армія | Група армій «B»                      | Арденни |
| 1945      |            |                    |                                      |         |
| 1 січня   | LXVI ак    | 6-та танкова армія | Група армій «B»                      | Арденни |
| лютий     | LXVI ак    | 5-та танкова армія | Група армій «B»                      | Айфель  |
| квітень   |            |                    | Головнокомандування Вермахту «Захід» | Кассель |

### Склад
| Листопад 1944                          |
| -------------------------------------- |
| 293-й гренадерський полк               |
| 294-й гренадерський полк               |
| 295-й гренадерський полк               |
| 1818-й артилерійський полк             |
| 1818-й дивізійний фузилерний батальйон |
| 1818-й протитанковий дивізіон          |
| 1818-й інженерний батальйон            |
| 1818-й загін зв'язку                   |
| 1818-те управління тилу                |
| 1818-й запасний батальйон              |